# Royal Baudouin THC
Royal Baudouin THC is een Belgische tennis-, padel- en hockeyclub uit Dilbeek.  De club is vernoemd naar Boudewijn I van België. De verschillende sporttakken worden apart beheerd.
- De hockeyclub Royal Baudouin Hockey is bij de KBHB aangesloten met het stamnummer 801 en maakt sinds 2012 deel uit van de VHL.
- De tennisclub Royal Baudouin Tennis is aangesloten bij de AFT.
- De nieuwste telg in de familie, Baudouin Padel club, is aangesloten bij Tennis Vlaanderen.

De heren hockeyploeg is driemaal kampioen van België geweest in 1993, 1994 en 1995.